# Трешњевица (Сјеница)
Трешњевица је насеље у Србији у општини Сјеница у Златиборском округу. Према попису из 2022. било је 26 становника (према попису из 1991. било је 113 становника).

## Демографија
У насељу Трешњевица живи 77 пунолетних становника, а просечна старост становништва износи 35,7 година (33,3 код мушкараца и 38,9 код жена). У насељу има 28 домаћинстава, а просечан број чланова по домаћинству је 3,46.
Ово насеље је у потпуности насељено Србима (према попису из 2002. године).
|  |

| Демографија | Демографија | Демографија |
| Година      | Становника  | Становника  |
| ----------- | ----------- | ----------- |
| 1948.       | 104         |             |
| 1953.       | 133         |             |
| 1961.       | 125         |             |
| 1971.       | 151         |             |
| 1981.       | 147         |             |
| 1991.       | 113         | 113         |
| 2002.       | 97          | 97          |

| Етнички састав према попису из 2002.‍ | Етнички састав према попису из 2002.‍ | Етнички састав према попису из 2002.‍ | Етнички састав према попису из 2002.‍ | Етнички састав према попису из 2002.‍ |
| ------------------------------------ | ------------------------------------ | ------------------------------------ | ------------------------------------ | ------------------------------------ |
|                                      |                                      |                                      |                                      |                                      |
| Срби                                 | Срби                                 |                                      | 97                                   | 100,0%                               |
| непознато                            | непознато                            |                                      | 0                                    | 0,0%                                 |

| Година пописа     | 1948. | 1953. | 1961. | 1971. | 1981. | 1991. | 2002. |
| ----------------- | ----- | ----- | ----- | ----- | ----- | ----- | ----- |
| Број домаћинстава | 18    | 23    | 19    | 29    | 31    | 36    | 28    |

| Број чланова      | 1 | 2 | 3 | 4 | 5 | 6 | 7 | 8 | 9 | 10 и више | Просек |
| ----------------- | - | - | - | - | - | - | - | - | - | --------- | ------ |
| Број домаћинстава | 5 | 4 | 5 | 6 | 5 | 2 | 0 | 1 | 0 | 0         | 3,46   |

| Пол    | Укупно | Неожењен/Неудата | Ожењен/Удата | Удовац/Удовица | Разведен/Разведена | Непознато |
| ------ | ------ | ---------------- | ------------ | -------------- | ------------------ | --------- |
| Мушки  | 45     | 21               | 22           | 2              | 0                  | 0         |
| Женски | 37     | 8                | 22           | 7              | 0                  | 0         |
| УКУПНО | 82     | 29               | 44           | 9              | 0                  | 0         |

| Пол    | Укупно                    | Пољопривреда, лов и шумарство | Рибарство                            | Вађење руде и камена | Прерађивачка индустрија       |
| ------ | ------------------------- | ----------------------------- | ------------------------------------ | -------------------- | ----------------------------- |
| Мушки  | 31                        | 17                            | 0                                    | 0                    | 0                             |
| Женски | 15                        | 8                             | 0                                    | 0                    | 0                             |
| УКУПНО | 46                        | 25                            | 0                                    | 0                    | 0                             |
| Пол    | Производња и снабдевање   | Грађевинарство                | Трговина                             | Хотели и ресторани   | Саобраћај, складиштење и везе |
| Мушки  | 1                         | 1                             | 0                                    | 1                    | 2                             |
| Женски | 0                         | 0                             | 1                                    | 0                    | 0                             |
| УКУПНО | 1                         | 1                             | 1                                    | 1                    | 2                             |
| Пол    | Финансијско посредовање   | Некретнине                    | Државна управа и одбрана             | Образовање           | Здравствени и социјални рад   |
| Мушки  | 0                         | 0                             | 2                                    | 4                    | 2                             |
| Женски | 0                         | 0                             | 0                                    | 5                    | 0                             |
| УКУПНО | 0                         | 0                             | 2                                    | 9                    | 2                             |
| Пол    | Остале услужне активности | Приватна домаћинства          | Екстериторијалне организације и тела | Непознато            | Непознато                     |
| Мушки  | 0                         | 0                             | 0                                    | 1                    | 1                             |
| Женски | 0                         | 0                             | 0                                    | 1                    | 1                             |
| УКУПНО | 0                         | 0                             | 0                                    | 2                    | 2                             |